# Patrick Abozen

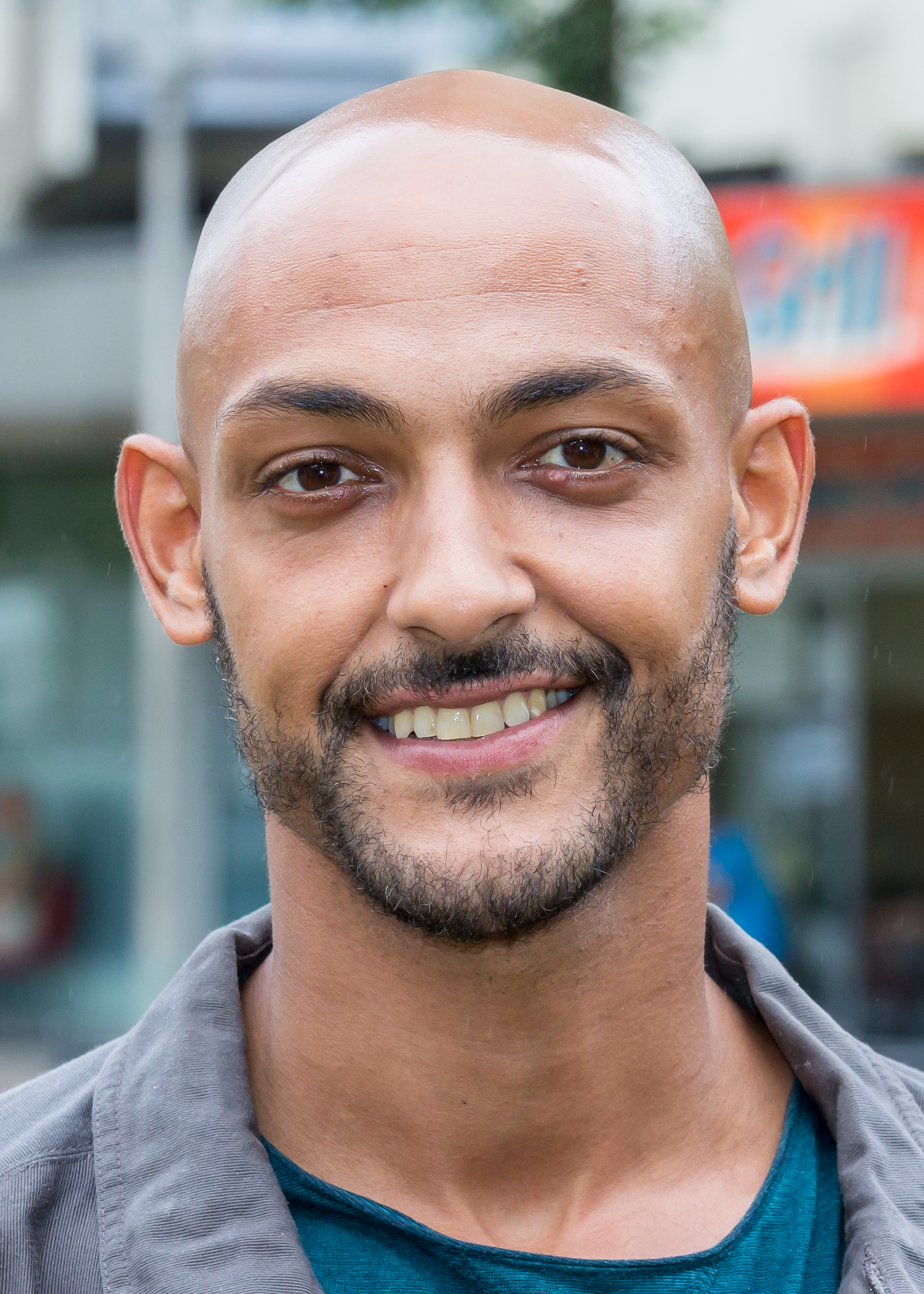
Patrick Abozen, bei Dreharbeiten zum Tatort: Kartenhaus, 2015

Patrick Abozen (* 1985 in Hamburg) ist ein deutscher Schauspieler.

## Leben
Patrick Abozen ist der Sohn einer deutschen Mutter und eines äthiopischen Vaters, der in den 1970er Jahren als Seemann nach Hamburg gekommen war. Er machte von 2006 bis 2009 seine Ausbildung zum Schauspieler an der Schule für Schauspiel Hamburg; die Filmklasse schloss er mit besonderer Auszeichnung ab. Seitdem steht er regelmäßig auf der Bühne, so in Radio Rhapsody und Schillers Die Räuber. Auch spielte er in Inszenierungen des Schauspielhauses Hamburg. 2014 war er als Driss in der Bühnenfassung von Ziemlich beste Freunde in den Hamburger Kammerspielen an der Seite von Hardy Krüger jr. unter der Regie von Jean-Claude Berutti zu sehen. Für diese Darstellung wurde er 2014 mit dem Rolf-Mares-Preis als herausragender Darsteller ausgezeichnet. 2015 spielte er die Rolle des Leutnant Werner in Das Boot am Ernst-Deutsch-Theater, ebenfalls in Hamburg. Der dunkelhäutige Abozen tritt dabei aus seiner Rolle heraus und erklärt, dass er im Zweiten Weltkrieg auf keinem deutschen U-Boot hätte mitfahren dürfen.
Zudem arbeitet Abozen als Regisseur mit Schülern an der Ida-Ehre-Schule in Hamburg-Harvestehude. 2013 erhielt das Theaterprojekt der beruflichen Schule H 20, an dem Abozen beteiligt war, den Bertini-Preis.
Seit 2004 spielte Abozen in zahlreichen Fernsehproduktionen mit, sein Debüt gab er in der Kieler Tatort-Folge Schattenhochzeit unter der Regie von Kaspar Heidelbach. In den folgenden Jahren war er häufig im Fernsehen zu sehen, in weiteren Tatort-Folgen sowie vor allem in Krimiserien. 2011 hatte er eine Nebenrolle in dem Film Der Mann mit dem Fagott über Udo Jürgens.
2015 übernahm Patrick Abozen, nach einem ersten Einsatz zwei Jahre zuvor, endgültig den Part des Tobias Reisser, des neuen Assistenten der Kölner Tatort-Kommissare Max Ballauf (Klaus J. Behrendt) und Freddy Schenk (Dietmar Bär), als Nachfolger von Assistentin Franziska (Tessa Mittelstaedt). Abozens Charakterisierung der Rolle: „[…] Tobias Reisser ist ein hochsensibler Charakter, für die anderen fast geheimnisvoll. Seine große Emotionalität und sein extremes Einfühlungsvermögen helfen ihm, die Fälle oft aus einer anderen Perspektive zu sehen. Seinen Platz im Team muss er sich allerdings noch erkämpfen.“ Nach zehn Tatort-Folgen schied Abozen 2017 aus dramaturgischen Gründen aus dem Darstellerteam aus. Seit 2018 ist Abozen in der Dauerhauptrolle des Polizeioberkommissars Lukas Petersen in der ARD-Vorabendserie Großstadtrevier nach einer Idee von Jürgen Roland zu sehen.

## Filmografie (Auswahl)

### Fernsehen
- 2005: Die Frau am Ende der Straße
- 2006: Tatort: Schattenspiele (Fernsehreihe)
- 2007: GSG 9 – Ihr Einsatz ist ihr Leben (Fernsehserie)
- 2010: Lutter: Rote Erde (Fernsehreihe)
- 2011: Nachtschicht – Ein Mord zu viel (Fernsehreihe)
- 2010: Der Mann mit dem Fagott
- 2010: Sesamstraße (Fernsehserie, Episode Eine Möhre für Zwei)
- 2011: SOKO Köln (Fernsehserie, Episode Pokerfieber)
- 2012: Eine Frau verschwindet
- 2013: Totenengel – Van Leeuwens zweiter Fall (Fernsehreihe)
- 2013: Tatort: Feuerteufel
- 2013: Tatort: Alle meine Jungs
- 2014: Stubbe – Von Fall zu Fall: Der König ist tot (Fernsehreihe)
- 2014–2018: Tatort → siehe auch Ballauf und Schenk als Assistent Tobias Reisser
  - 2014: Tatort: Der Fall Reinhardt
  - 2015: Tatort: Dicker als Wasser
  - 2015: Tatort: Benutzt
  - 2016: Tatort: Kartenhaus
  - 2016: Tatort: Narben
  - 2016: Tatort: Durchgedreht
  - 2017: Tatort: Wacht am Rhein
  - 2017: Tatort: Tanzmariechen
  - 2017: Tatort: Nachbarn
  - 2018: Tatort: Bausünden
- 2014: Kripo Holstein – Mord und Meer (Fernsehserie, Episode Blood op de Danzdeel)
- 2015: Notruf Hafenkante (Fernsehserie, Episode Help)
- 2015: Küstenwache (Fernsehserie, Episoden Passage ins Nirgendwo und Die Gebeine des Admirals)
- 2015: Alarm für Cobra 11 (Fernsehserie, Episode Die Kämpferin)
- 2016: Der Bulle und das Landei – Goldrausch (Fernsehreihe)
- 2017: Großstadtrevier (Fernsehserie, Episode Jetzt oder nie als Felix Blum)
- 2018: SOKO Hamburg (Fernsehserie, Episode Gefallener Engel)
- seit 2018: Großstadtrevier, 32. Staffel (Fernsehserie, Polizeioberkommissar Lukas Petersen)
- 2019: Das Traumschiff – Sambia (Fernsehreihe)
- 2019: Fischer sucht Frau
- 2020: Daheim in den Bergen: Auf neuen Wegen
- 2024: Bettys Diagnose (Fernsehserie, Episode Lebenswege)

### Film
- 2007: Blind Date (Kurzfilm)
- 2009: Jenseits des Regenbogens (Kurzfilm)
- 2009: Lisa und der Tod (Kurzfilm)
- 2009: Twisted (Kurzfilm)
- 2010: Wochenkarte (Kurzfilm)
- 2010: Kein Sex ist auch keine Lösung
- 2010: Open (Kurzfilm)
- 2010: Introspective Blues (Kurzfilm)
- 2011: Prehistoria (Kurzfilm)
- 2018: Safari – Match Me If You Can

## Theater
- 2008: Amphitryon 38 – Rolle: Jupiter – Regie: Michael Brandt – Komödie Winterhuder Fährhaus
- 2009–2010: Die Räuber – Rolle: Karl Moor – Regie: Michael Jurgons  – Die Theatermacher
- 2009: Radio Rhapsody – Rolle: Pfleger – Regie: Andreas Kriegenburg – Thalia-Theater, Hamburg
- 2010: 33 Variationen – Rolle: Mike Clark – Regie: Torsten Fischer – Renaissance-Theater, Berlin
- 2011–2013: Morgen Alaska – Regie: Bernd Plöger – Deutsches Schauspielhaus, Hamburg
- 2011–2013: Über die Grenze ist es nur ein Schritt – Regie: Johan Heß – Deutsches Schauspielhaus, Hamburg
- 2011: Der fröhliche Weinberg – Regie: Michael Jurgons – Die Theatermacher
- 2014–2015: Ziemlich beste Freunde – Rolle: Driss – Regie: Jean-Claude Berutti – Hamburger Kammerspiele
- 2015: Das Boot – Rolle: Leutnant Werner – Regie: Hartmut Uhlemann  – Ernst-Deutsch-Theater, Hamburg
- 2016: Ernst sein ist alles – Rolle: Algernon – Ernst-Deutsch-Theater, Hamburg
- 2018: Monsieur Claude und seine Töchter – St. Pauli Theater
- 2021: Monsieur Claude 2 – St. Pauli Theater

## Auszeichnungen
- 2014: Rolf-Mares-Preis für seine Darstellung des Driss in Ziemlich beste Freunde in den Hamburger Kammerspielen
- 2025: Nominierung Deutscher Schauspielpreis in der Kategorie Episodische Rolle für Bettys Diagnose - Lebenswege[8]